# Denys Harmasch
Denys Wiktorowytsch Harmasch (ukrainisch Денис Вікторович Гармаш, * 19. April 1990 in Milowe, Oblast Luhansk, Ukrainische SSR, Sowjetunion) ist ein ukrainischer Fußballspieler.

## Karriere
In seiner Jugend spielte Harmasch für die Vereine LWUFK Luhansk, Olimpik Donezk und RWUFK Kiew. 2007 kam er zu Dynamo Kiew, wo er zunächst in der dritten Mannschaft eingesetzt wurde. Dort debütierte er am 10. April 2007 bei der 2:1-Niederlage gegen Jednist Plysky. Schnell rückte er in die zweite Mannschaft auf. Noch im selben Jahr stand er dreimal im Profikader von Dynamo Kiew, blieb jedoch ohne Einsatz. In der zweiten Mannschaft kam er jedoch zu regelmäßigen Einsätzen in der Perscha Liha.
2009 wurde Harmasch endgültig Mitglied der Profimannschaft. Am 31. August 2009 bestritt er sein erstes Premjer-Liha-Spiel: Beim 3:1-Sieg gegen Metalurh Donezk stand er in der Startaufstellung, wurde zur Halbzeit aber für Andrij Schewtschenko ausgewechselt. In der Saison 2009/2010 kam Harmasch noch zu drei weiteren Einsätzen, jedoch nie über die gesamte Spielzeit. Sein erstes Premjer-Liha-Spiel über 90 Minuten war der 2:1-Auswärtssieg bei Metalist Charkiw am 23. Juli 2010. In dieser Partie erzielte er auch sein erstes Tor.
Seit der Saison 2010/2011 war Harmasch Stammspieler bei Dynamo Kiew. Er kam 2010 und 2011 auch zu Einsätzen in der Champions-League-Qualifikation sowie der Europa League. Für die Rückrunde der Saison 2019/2020 wurde er an den türkischen Erstligisten Çaykur Rizespor ausgeliehen.
Im Sommer 2023 wechselte er nach 11 Jahren bei Dynamo Kiew zu NK Osijek nach Kroatien.

### Nationalmannschaft
Seit 2007 war Harmasch Mitglied mehrerer Junioren-Nationalmannschaften seines Heimatlandes. In der U-21-Mannschaft debütierte er bereits als 17-Jähriger. 2009 nahm er an der U-19-Europameisterschaft teil, welche die Ukraine als Gastgeber gewann. Harmasch kam in allen fünf Spielen zum Einsatz. Im Finale erzielte er den Führungstreffer gegen England, nachdem er schon im Halbfinale gegen Serbien zwei Tore erzielt hatte.
Zwei Jahre später nahm Harmasch an der U-21-Europameisterschaft teil. Die Ukraine schied jedoch nach der Vorrunde aus. In zwei der drei Vorrundenspiele kam Harmasch zum Einsatz. Am 7. Oktober desselben Jahres debütierte er in der A-Nationalmannschaft beim 3:0-Sieg gegen Bulgarien.
Nach vier weiteren Einsätzen in Freundschaftsspielen wurde Harmasch auch in den ukrainischen Kader zur Europameisterschaft 2012 berufen. Dort kam er im letzten Gruppenspiel gegen England zum Einsatz, zeigte eine gute Leistung und stellte seinen Gegenspieler Steven Gerrard vor Probleme. Dennoch gelang es Gerrard, ein Tor durch Wayne Rooney vorzubereiten. Es war der einzige Treffer des Spiels, so dass die Ukraine mit 0:1 unterlag und aus dem Turnier ausschied.
Auch bei der EM 2016 in Frankreich stand er wieder im Aufgebot der Ukraine. Seinen einzigen Einsatz in dem Wettbewerb hatte er in der Schlussviertelstunde im Spiel gegen die Nordirische Nationalmannschaft am 16. Juni 2016, als sein Team 0:1 zurücklag. Diese Partie wurde ebenso wie die beiden anderen verloren und die Ukraine schied aus dem Turnier aus.

## Erfolge
- Ukrainischer Meister: 2015, 2016
- Ukrainischer Cupsieger: 2014, 2015